# Simon Leopold Baer
Simon Leopold Baer (* 17. November 1845 in Frankfurt am Main; † 21. Februar 1919 ebenda) war ein deutscher Antiquar und Buchhändler.

## Leben
Er war der Sohn von Leopold Joseph Baer (1805–1861) und Enkel von Joseph Baer (1767–1851), dem Begründer des nachmaligen Antiquariats Joseph Baer & Co. Er trat nach dem Besuch des Philanthropin 1861 in das Familienantiquariat in Frankfurt ein. Er leitete dieses dann ab 1870 gemeinsam mit seinem Bruder Julius (Leopold Joseph) (1842–1873) und seinem Onkel Hermann Joseph, seit 1873 mit Saly Baer (1855–1882), Sohn seines Onkels Hermann, ab 1882 alleine. 1889 reiste er als erster der großen deutschen Antiquare nach Nordamerika. Das Antiquariat war eines der größten in Europa mit einem Bestand von rund 500.000 Bänden, als es 1899 in ein speziell für seine Zwecke gebautes Haus in der Hochstraße 6 umzog. Dem Antiquariat war auch ein wissenschaftlicher Verlag angeschlossen.
1901 wurde der langjährige Mitarbeiter Moriz Sondheim (1860–1944) Teilhaber des Antiquariats. Die Söhne von Simon Leopold Baer Leo(pold Alfred) (1880–1948) und Edwin Baer (1881–1965) führten das Antiquariat mit Moriz Sondheim weiter, ab 1905 als Prokuristen, ab 1911 als Teilhaber. Zum 1. Januar 1916 schied Simon Leopold als Inhaber aus.
Verheiratet war er seit 1877 mit der Amerikanerin Lizzie, geb. Lehmaier (1857–1896).